# الشركة العامة للسمنت العراقية
الشركة العامة للسمنت العراقية هي شركة حكومية عراقية تأسست سنة 1936 في العراق، وهي إحدى كبريات شركات وزارة الصناعة والمعادن. واسست تحت اسم شركة السمنت العراقية حتى عام 1970 عندما تم تغير اسمها الى الاسم الحالي

## موازنة الشركة
ازداد الاهتمام الحكومي بشركات القطاع العام خاصة بعد مشاريع البنية التحتيه الضخمة في عهد الرئيس احمد حسن البكر حيث وصلت رأس مالها بحسب الجدول :
| السنة | رأس المال   | المصدر | ملاحظات                                                        |
| 1972  | 15879850    | [ 3 ]  |                                                                |
| 1973  | 11،159،804  | [ 4 ]  |                                                                |
| 1974  | 822،967     | [ 5 ]  | الموازنة المالية استمرت في عام 1975                            |
| 1976  | 19،795،448  | [ 6 ]  | الموازنة المالية استمرت في عام 1977                            |
| 1978  | 16074873    | [ 7 ]  |                                                                |
| 1998  | 523،000،000 | [ 8 ]  | عدل بيان تاسيس الشركة بعد اقرار قانون الشركات العامة لعام 1997 |

## المعامل
| اسم المعمل                   | الموقع                                     | نوع الإنتاج | عدد الخطوط الإنتاجية | الطاقة التصميمية   | تأريخ التأسيس | بدء الإنتاج                         | الشركة المنفذة                                                            | طريقة التصنيع  | م.     |
| ---------------------------- | ------------------------------------------ | --- | -------------------- | ------------------ | ------------- | ----------------------------------- | ------------------------------------------------------------------------- | -------------- | ------ |
| معمل سمنت بابـل              | محافظة بابل، قضاء السدة                    | سمنت بورتلاندي عادي ومقاوم للأملاح | 2                    | (200000) طن سنوياً  | 1955          | 1957                                | Krupp الألمانيـة                                                          | الطريقة الرطبة | [ 9 ]  |
| معمل سمنت الرافدين           | محافظة نينوى، الموصل، ناحية حميدات         | سمنت بورتلاندي إعتيادي | 2                    | (225000) طن سنوياً  | 1956          | 1975                                | KRUPP-POLYSIOS الألمانية                                                  | الطريقة الرطبة | [ 10 ] |
| معمل سمنت الحدبــاء          | محافظة نينوى، الموصل، ناحية حمام العليل    | سمنت بورتلاندي إعتيادي سمنت مقاوم للأملاح الكبريتية واطئ القلويات سمنت فائق النعومة واطي القلويات سريع التصلد المقاوم للأملاح الكبريتية | 2                    | (225000) طن سنوياً  | 1960          | 1963 (الخط الأول) 1973(الخط الثاني) | F.C.B. الفرنسيــة                                                         | الطريقة الرطبة | [ 11 ] |
| معمل سمنت البصـرة            | محافظة البصرة، قضاء ام قصر، المينـاء       | سمنت بورتلاندي عادي ومقاوم للأملاح | 2                    | (600000) طن سنوياً  | 1974          | 1974                                | F.L.S. الدنماركية                                                         | محطة طحن       | [ 12 ] |
| معمل سمنت النجف              | محافظة النجف، قضاء الكوفة، البراكية        | سمنت بورتلاندي إعتيادي | 1                    | (156000) طن سنوياً  | 1975          | 1975                                | ACC الهندية                                                               | الطريقة الرطبة | [ 13 ] |
| معمل سمنت بادوش الجديد       | محافظة نينوى، الموصل، ناحية حميدات         | سمنت بورتلاندي إعتيادي | 2                    | (1000000) طن سنوياً | 1977          | 1978                                | KRUPP-POLYSIOS الألمانية                                                  | الطريقة الجافة | [ 14 ] |
| معمل سمنت السماوة            | محافظة المثنى، قضاء السماوة                | سمنت بورتلاندي إعتيادي ومقاوم للأملاح الكبريتية                                                                                         | 1                    | (400000) طن سنوياً  | 1977          | 1979                                | F.L.S. الدنماركية                                                         | الطريقة الرطبة | [ 15 ] |
| معمل سمنت حمام العليل الجديد | محافظة نينوى، الموصل، ناحية حمام العليل    | سمنت بورتلاندي إعتيادي | 1                    | (400000) طن سنوياً  | 1977          | 1979                                | FCB الفرنسية                                                              | الطريقة الرطبة | [ 16 ] |
| معمل سمنت الكوفة             | محافظة النجف، قضاء الكوفة، البراكية        | سمنت بورتلاندي إعتيادي | 4                    | (2000000) طن سنوياً | 1977          | 1984                                | F.L.S. الدنماركيـة                                                        | الطريقة الرطبة | [ 17 ] |
| معمل سمنت الفلوجة            | محافظة الانبار، قضاء الفلوجة               | السمنت الأبيض | 3                    | (291000) طن سنوياً  | 1978          | 1984                                | الخط الاول : كراوس مافاي الالمانية الخطين الثاني والثالث : BKMI الالمانية | الطريقة الجافة | [ 18 ] |
| معمل سمنت كركوك              | محافظة كركوك، ليلان                        | سمنت بورتلاندي إعتيادي | 2                    | (2000000) طن سنوياً | 1981          | 1984                                | كاواساكي اليابانية                                                        | الطريقة الجافة | [ 19 ] |
| معمل سمنت كبيسة              | محافظة الانبار، قضاء هيت                   | سمنت بورتلاندي إعتيادي | 2                    | (2000000) طن سنوياً | 1981          | 1984                                | كاواساكي اليابانية                                                        | الطريقة الجافة | [ 20 ] |
| معمل سمنت كربلاء             | محافظة كربلاء، قضاء عين التمر              | سمنت بورتلاندي مقاوم للأملاح | 2                    | (2000000) طن سنوياً | 1981          | 1984                                | Krupp Polysius الألمانية                                                  | الطريقة الجافة | [ 21 ] |
| معمل كربلاء للسمنت والنورة   | محافظة كربلاء، قضاء كربلاء، طريق الرزازة   | نورة مطفأة – نورة حية هارد – نورة حية سوفت                                                                                              | 2                    | (200000) طن سنوياً  | 1981          | 1984                                | Polymex Cekop البولونيـة                                                  | الطريقة الجافة | [ 22 ] |
| معمل سمنت بادوش التوسيع      | محافظة نينوى، الموصل، ناحية حميدات         | سمنت بورتلاندي إعتيادي | 1                    | (1000000) طن سنوياً | 1983          | 1986                                | FCB الفرنسية IHI Corporation اليابانية                                    | الطريقة الجافة | [ 23 ] |
| معمل سمنت المثنى             | محافظة المثنى، قضاء السلمان، ناحية المملحة | سمنت مقاوم للأملاح | 2                    | (2000000) طن سنوياً | 1984          | 1985                                | K.H.D. الألمانية                                                          | الطريقة الجافة | [ 24 ] |
| معمل سمنت سنجـار             | محافظة نينوى، الموصل، قضاء سنجار           | سمنت بورتلاندي إعتيادي | 2                    | (2000000) طن سنوياً | 1986          | 1988                                | UZINE EXPORT – IMPORT الرومانية                                           | الطريقة الجافة | [ 25 ] |
| معمل سمنت القائم             | محافظة الانبار، قضاء القائم، ناحية العبيدي | سمنت مقاوم للأملاح الكبريتية | 1                    | (1000000)طن سنوياً  | 1986          | 1989                                | يوزين اكسبورت الرومانية                                                   | الطريقة الجافة | [ 26 ] |